# 동일성
동일성(同一性, 영어: identity, 아이덴티티)은 다른 사물과 대립구분되면서 변함없이 동등하게 존재하는 개개의 성질을 말한다. 그러한 대립구분되는 개개의 성질이 없다는 의미를 가진 차이성과는 대립되는 용어이다. 이 때의 차이성이란, 따라서 만물제동성이라고도, 무(無)라고도 말할 수 있다.  구분으로서의 차이성 사이를 구분해두지 않으면 올바르게 이해할 수 없다. 고대 그리스가 확립한 논리학에는 동일률이 있으나, 그것은 동일성율인 것이다. 그 동일성은 늘 개개의 동일성인 것이다. 따라서, 서양적으로 논리적이려면 필연적으로 (개개의 존재와 연동하는) 동일성 지향이 된다. 인도나 동아시아의 전통은 이 동일성과 일체의 논리를 지향하지 않는다.
특히 자기동일성(self-identity)일 때, 어떠한 것이 그 자신(self, 그리스어 autos에서 유래)과 동등하게 있는 성질을 말한다.
동일성은 서양의 전통으로, 철학에서 가장 중요한 개념 중 하나이며, 동일성에 따라 어떠한 것은 존재(存在) 내지 정재(定在)로 파악되거나 확립된다.

## 동일성과 철학
철학에서는 자기자신과 일치해야하는 것, 자기동일적으로 존재하는 것, 다른 것에 의존하여 존재해서는 안 되는 것을 실체(라틴어: substantia)라고 말한다.
또, 전통적으로는 「그것은 무엇일까」라는 물음에 대한 대답으로서 주어진 것으로, 현실에 존재하는 어떠한 것이 그 자신과 동일하다는 경우, 그 때문에 최저한 가져가지 않으면 안되는 성질을 고려할 수 있다. 이러한 성질을 본질(그리스어: ουσια, 라틴어: substantia / essentia)이라고 한다. 이것에 대하여 본질의 반대어인 실존(existentia)이란, 밖에 나서는 것 ex-sistere의 의미이고, 현실에 존재한다는 것을 말한다.

### 고대 철학
파르메니데스는 「하나되는 것」(to hen)을 실체라고 여겼다. 이것은 「있는 것은 있고, 없는 것은 없다」는 사고방식에 따른 것으로, 어떠한 것이 다른 것에 변화한다는 생성변화는 이것을 실체로 돌이키는 것은 불가능하다는 사상을 표현한 것이다.
이것을 물려받은 플라톤의 이데아설에서는, 감각에 따라 파악된 생성변화하는 현상계를 근거잡는 것으로, 이성에 따라 파악된 이데아의 세계를 세운 데다 감각적 사물과 대비된 범형 이데아야말로 실체로 여겨졌다. 이데아는 그 자신에 따라 존재하는 것, 그것 자신이며, 있어야함에 따라 있는 것이다. 이에 대해, 현상계에 어떠한 것은, 이른바 이데아의 그림자이며, 자기동일성의 흔적인 이데아에 의존하여 존재하는 것에 지나지 않는다는 것이 된다.
이에 대해 아리스토텔레스는 무언가에 의해 잠재적으로 있을 수 있는 질료는, 형상에 의한 제약을 받아서야만 구체적 개체로서 현실에서 존재할 수 있다고 여겨지며, 이 구체적 개체를 보편자인 제2실체와 대비된 경우 제1실체에 해당하는 것으로 존재한자. 이 제2실체와 제1실체와의 구별은, 나중의 중세 철학에 계승되어 본질존재와 현실존재와의 구별로 나타나는 것이 된다.

### 중세 철학
중세 철학에서는 유명론(nominalism)과 실재론(realism)이 대립했다(보편 논쟁). 유형적 개념의 실재성을 긍정하는 실재론에서 아담과 다른 인간은 같다고 여기므로 아담이 저지른 죄를 모든 인간이 짊어진다는 원죄 문제가 해결된다. 이러한 견해는 본질적으로 같지만, 현실적으로도 같다고  주장하는 것이 된다. 이에 대해 유명론은 유형적 개념의 실재성은 부정되어, 그 예로 어느 인간과 다른 인간과의 차이성이 강조된다.

### 근대 철학
스피노자는 그 자신 속에서, 그 자신에 따라 생각할 수 있는 자기동일적인 실체는 신(神)밖에 없다고 했다. 또한 신의 본질이 영원하다는 필연성에서 유래하는 것으로서, 현실적인 개체가 자기자신을 고집하는 힘으로서의 코나투스를 인정했다.
라이프니츠는 식별할 수 없는 두 개체는 없다고 하는 식별불가능자 동일성 원리를 세웠다. 이 원리는 X가 가진 모든 성질을 Y가 가짐과 동시에 모든 성질을 X가 가질 때, X=Y이 성립하는 것을 보이는 것으로 해석된다.
독일관념론에서는, 칸트는 「순수이성비판」에서 흄의 「인간본질론」에 속하는 인격동일성의 원리를 부정하여, 데카르트의 「나는 사유(思惟)하는 존재이다」라는 자각의 동일성은, 뚜렷하게 자아의 표상에 따르는 것이지만, 「사물 자체」로서 인지불가능한 「초월론적 자아(transzendentales Ich)」인 실재적 동일성은 아니다(존재 명제는 이끌리지 않음)라고 했다(인격성의 오류 추리). 또한 「존재는 술어(述語)」가 아니므로, 본질존재에서 실현존재를 도출해내는 것으로서의 본체론적 증명을 몰아냈다. 그리고 그는 실재적 동일성에 기인하는 심리적 심리학을 몰아내고, 경험적 자아에 대해서만 다른 현상(現象)하는 대상과 같은 인식의 가능성을 인정하는 「경험적 심리학」을 주장했다. 그리고 이 경험적 자아의 배후에서 그것을 가능하게 하는 물자체에, 주체에 내재화되어 정언명령에 기인하는 도덕적 행위의 원동력이 되는 인격의 근거로 존재하는 영혼을 인정한 것이다. 하지만 전자는 정신의학이나 행동주의 심리학에 영향을 끼치고, 후자는 로널드 랭의 「반정신의학(anti-psychiatry)」을 거쳐 2003년 영국의 「성별이동자에 관한 정부 정책」이나 욕야카르타 원칙 전문(前文)의 성(性)동일성을 깊게 느낀 내적 경험(의식)에 바라는 정의(定義)에 영향을 끼쳤다.
헤겔에서는 「실체는 주체이다」라고 선언되어, 자기모순이 없다는 의미에서의 동일성(헤겔에게 있어서는 오성적이라고 형용된다)과는 구별되는, 변증법적 발전에서 모순의 지양이 펼쳐지고 있다.

### 현대 사상
동일성에 대한 차이에 관련된 데리다의 조어에, 자기동일성이 타인에 선립될 수 있다는 것을 보이는 것으로서의 「차이」와 「지연」을 겸비한 차연이 있다. 이 입장에서는, 먼저였던 타인의 배제에 따라 그 흔적(차연)을 남기면서 만들어낸 것으로서의 자기동일성을 대상으로 한 탈구축이 이야기된다.
동일성과 관련된 사고실험으로 「스웜프맨」이라는 이야기가 있다. 이것은 연못에서 낙뢰에 맞은 사내가 죽고, 동시에 다른 낙뢰에 의해 죽은 사내를 원자 수준으로 복제한 것이 진흙에서 만들어진다는 이야기이다. 관련된 철학적 좀비는 내면적인 경험이 모자란 것 외에는 관측할 수 있는 모든 물리적 상태에 관해서 보통 인간과 구별할 수 없는 좀비를 의미한다.

### 동일성 개념을 부정하는 사상
불교에서는 동일성이 부정되는 무상, 및 동일성을 다루는 자기자신이 부정되는 무아가 전해진다. 반야경에서는 색즉시공(色即是空)으로 전해진다. 이는 형성된 사물에는 자기동일적인 실체가 없다는 것, 그 외의 것에 의해 존재하는 사물이며, 연기(緣起)하고 있는 것을 의미한다.

## 동일성과 심리학
심리학과 정신의학에서는 인격의 연속성, 즉 때와 장소에 따르지 않고 자신은 자신이라고 확신할 수 있는 연속된 자아상태는, 자아동일성(ego identity)이라고 불린다. 야스퍼스는 자신이 한다라고 하는 능동성, 자신은 혼자다라고 하는 단일성, 자신은 시간이 흘러도 자신이다라고 하는 동일성, 타인에 대한 자아의 의식(자타의 구별)이라는 자아의 4가지 특징을 주장하고 있다. 보통은 하나의 신체에 하나의 동일성이 모순되지 않는 상태로 존재하지만, 이것이 무너지는 정신질환에 해리성 동일성 장애(하나의 신체에 복수의 동일성이 존재하는 질환) 따위가 있다. 이러한 장애에서는, 본인이 상실한 기억을 가진 별개의 인격이 등장한다. 성(性)동일성 장애(자신의 성동일성이 신체의 성별과 조화롭지 않은 상태)도 미국정신의학회를 중심으로 이러한 정신질환의 하나라고 간주되는 듯했지만, 영국 정부는 2003년의 「성전환자에대한정부정책」에서 명확히 이를 부정하고(성전환증 항목을 참조), 욕야카르타 원칙의 그 중에서도 제3원칙 및 제18원칙에서도 명확히 부정된다는 결론에 이르었다.

## 동일성과 물리학
생물학에서는 생물 단위에서 개체는, 물질을 분해해서 얻은 에너지로 합성을 이룬 낯설게하기(異化) 및 닮게하기(同化; 대사)에서 항상성을 유지하고, 엔트로피를 외부에 배출하는 정상개방계로 정리된 한 개체로서 활동한다. 자연계에서의 구체적인 생물은, 개체로서 그 모습을 나타낸다. 또한 생명의 특징 중에 자기복제가 있다. 자기복제에 관련된 말에는 자기언급성을 가진 무한의 자기복제를 가능케하는 자기생산, 자기복제(생식)의 단위를 유전자로 인식하는 이기적 유전자, 그리고 자기복제의 단위를 정보로 인식하는 밈이 있다.

## 동일성과 논리학(동일률)
논리학에서 동일률이란, 「명제A는 A이다(A=A)」라고 하는 원칙을 이른다. 비모순율, 배중률과 함께, 고전적인 사고 3원칙 중 하나이다.
동일률은 「모든 사물(명제)는 그 자신과 동일하며, 다른 사물(명제)와는 다르다」는 것을 의미한다. 이에 따라, 모든 사물(명제)는(보편적인 것이던, 특이적인 것이던) 그 자신이 특유의 성질·특징을 갖추고 있다는 것이 된다. 고대 그리스인은 이것을 본질(essence)이라고 불렀다. 같은 「본질」을 가진 사물은 같은 것이며, 다른 「본질」을 가진 사물은 다른 것이 된다.
「A는 A이다」라는 것은, 그 상징적인 표현이다. 첫 번째 명제는 주어(사물), 두 번째는 술어(본질)을 보이며, A와 A를 이어주는 「(은)는」이라는 조사(코퓰러)는 양자의 관련성을 가리킨다. 거기에, 말(言)의 정의란 그 말이 가리키는 사물의 본질의 표현인 것으로, 사물이 본질로서 무엇을 가리키는지는 정의를 통해 결정된다는 것이 된다.가 있을 때, 주어(법률가) 및 술어(법률을 다룰 자격·권위가 있는 인간이다)는 동일한 것이라고 선언된다. 결과로서, 동일률에 따라 「법률을 다룰 자격·권위가 있는 인간」 이외의 어떠한 것도 「법률가」라고 불릴 수는 없는 것이 된다.
집합을 대상으로 한 의론의 경우, 특히 2가지 집합이 동치 관계에 있을 때, 그 내포 내지는 정의가 달라도, 그 외연은 동일하다. 나아가 논리학에서 「A이면 B이다」라는 경우, 그 자신은 집합이 아닌 요소A가 집합B에 속하는 것과, 집합A가 집합B에 포함되는 것과의 두 가지 의미가 구별된다.

## 동일성과 제양상
언어학에서 수사법 중 은유법(metaphor)은 동일성보다는 유사성(similarity)을 나타내는 잠재적인 직유법(simile)으로 해석된다. 이를테면 「그는 개(犬)다」라는 은유(A is  B)라면, 「그는 개(犬) 같다」라는 잠재적 직유(A is like  B)라고 해석된다.
법률학에서는 저작인격권의 일종인 동일성유지권이란, 저작물의 내용·형식 및 제호의 동일성을 유지할 권리, 즉 저작자의 뜻에 반(反)하는 개변을 금지할 수 있는 권리를 말한다. (대한민국 저작권법 제13조 1항)
경제학에서는 교환경제의 화폐는 장래의 재화·서비스와 교환 가능한 점(點), 기호(記號) 내지 대리(代理)로서의 동일성을 가진다. 다만, 교환가치가 어떠한 방법으로 보증될 필요가 있다. 또한 화폐에는 계산단위로서의 기능이 존재한다. 이것은 공통된 척도에 맞는 화폐가, 다른 재화를 동일한 것(화폐)로 치환할 수 있는 것으로, 그들 사이에서의 계산을 가능케 한다는 것이다.
공학에서는 호환성을 충족한 부품은 기능 면에서 동일성을 보증받아, 치환 가능하다. 그것을 위해서는, 미리 표준규격을 정해둘 필요가 있다.

## 같이 보기
- 본질
- 실체
- 항상성
- 대칭성
- 테세우스의 배
- 아이덴티티
  - 디지털 아이덴티티
  - 코퍼레이트 아이덴티티(CI)
- 성동일성(젠더 아이덴티티)
- 자기동일성
- 동정